# Ларингіт
Ларингіт (від дав.-гр. Λάρυγξ — «гортань») — запалення слизових оболонок гортані, пов'язане часто із застудою, але також деякими вірусами, бактеріями, гельмінтами (зокрема сінгамоз), деякими респіраторними токсичними речовинами, алергією тощо. Серед інфекційних захворювань ларингіт як основна ознака супроводжує найчастіше парагрип, респіраторно-синцитіальну інфекцію, рідше інші ГРВІ, грип, кір, кашлюк тощо. Розвитку захворювання сприяють переохолодження, дихання через рот, запилене повітря, перенапруження гортані.
Вкрай тяжкий ступінь ларингіту із виникненням дихальної недостатності та асфіксії виділяють окремо як круп. Особливо небезпечним є гострий стенозуючий ларинготрахеїт (несправжній круп) у дітей, оскільки в силу меншого розміру гортані, виникає сильне звуження просвіту гортані та зупинка дихання, що без своєчасної медичної допомоги може призвести до смерті дитини.
Ларинготрахеїт — варіант розвитку захворювання, що характеризується запаленням гортані та початкових відділів трахеї.
При ларингіті та ларинготрахеїті спостерігають захриплість аж до повної втрати голосу, сухість, лоскотання в горлі, сухий гавкаючий кашель. Можна спостерігати утруднення дихання, синюшний відтінок шкіри, хворих може турбувати біль у горлі при ковтанні.
Серед лікувальних заходів обмеження голосового режиму (хворий повинен мовчати, говорити навіть пошепки не можна, оскільки при шепотінні зв'язки піддаються такому ж навантаженню, що й при звичайній розмові); лужно-масляні інгаляції; дієта з виключенням гострої, солоної, сильно гарячої або холодної їжі, антигістамінні препарати.
Як ларингіт, так і ларинготрахеїт може бути гострим і хронічним. Останній виникає при продовження дії факторів, що призвели до гострого ларингіту (ларинготрахеїту).

## Гострий ларингіт

### Причини
Причиною захворювання є пошкодження слизової оболонки гортані та верхнього відділу трахеї, яке призводить до розвитку вираженого запалення та типових проявів захворювання. Причини пошкодження слизової різноманітні,  від переохолодження або надмірного перенапруження голосу (наприклад, у співаків, викладачів), і 
внаслідок колонізації слизової оболонки патогенними мікроорганізмами при гострих інфекціях. До розвитку вірусного ларингіту можуть призвести аденовіруси, риновіруси, віруси парагрипу, грипу, кору, вірус імунодефіциту людини, коронавіруси, респіраторно-синцитіальний вірус, вірус Коксакі тощо. Бактеріальне запалення гортані можуть спричинити стрептокококи групи В, пневмокок, золотистий стафілокок, моракселла катараліс, гемофільна паличка типу В тощо.Запальний процес може охоплювати або всю слизову оболонку гортані — розлита форма ларингіту, або слизову оболонку надгортанника, голосових зв'язок, стінок підголосової порожнини.

### Патоморфологія
При розвиненому гострому ларингіті слизова оболонка виглядає різко почервонілою; припухання сильніше виражене в ділянці складок переддвер'я. Із запалених розширених судин може просочуватися кров, утворюючи на слизовій оболонці багряно-червоні крововиливи.
При ізольованій формі гострого ларингіту різке почервоніння та інфільтрація слизової оболонки можуть бути виражені тільки в надгортаннику.
Нерідко гострий запальний процес охоплює слизову оболонку не тільки гортані, а й трахеї (ларинготрахеїт). При цьому часто спостерігають сильний кашель, зазвичай з виділенням харкотиння, яке продукує запалена слизова оболонка гортані і трахеї, а також слизові залози.

### Клінічні ознаки
У клінічному перебігу гострого ларингіту спостерігають погіршення загального стану, нерідко незначне, дуже часто температура тіла підвищується незначно. При переважній локалізації процесу в області надгортанника або задньої стінки гортані можуть спостерігатися болі при ковтанні. Голос стає хрипким. Утруднення дихання може бути обумовлено звуженням голосової щілини внаслідок її спазму, набряку (чи навіть розвитку абсцесу). При гострому ларингіті хворі скаржаться на відчуття сухості, лоскотання, дряпання в горлі; кашель спочатку сухий, а надалі супроводжується відкашлюванням мокротиння; голос стає хриплим, грубим чи зовсім беззвучним.
Іноді з'являється біль при ковтанні, головний біль і невелике (до 37,4 °C) підвищення температури. Тривалість хвороби при дотриманні призначеного лікарем режиму зазвичай не перевищує 7-10 днів.

### Діагностика
Суто клінічна — характерні ознаки (захриплість голосу, сухий гавкаючий кашель тощо) свідчать про наявність хвороби. За необхідності ЛОР-лікар може за допомогою відповідних дзеркал подивитися безпосередньо нижні відділи глотки та просвіт гортані.
У клінічному аналізі крові при лабораторному дослідженні визначають властиве вірусним інфекціям лейкопенію з лімфоцитозом. Інші показники як правило не змінюються. У випадках ускладненого перебігу можливий розвиток лейкоцитозу, підвищення ШОЕ.

### Лікування
Лікування гострого ларингіту полягає в усуненні причин, що спричинили захворювання. Для повного спокою гортані протягом 5-7 днів хворому не рекомендується розмовляти, навіть шепотіти. Необхідно також виключити з їжі гострі приправи, прянощі, гарячі або холодні напої. Забороняється куріння, вживання спиртних напоїв. З лікувальних процедур корисні тепле пиття, впорскування протизапальних спреїв, теплі інгаляції (рекомендованими лікарем засобами), тепло на шию (пов'язка або зігрівальний напівспиртовий компрес). Лікарем може бути призначено також й інше, медикаментозне лікування.

## Хронічний ларингіт

### Причини
Це захворювання розвивається як наслідок неодноразово повторюваного гострого ларингіту або тривалих запальних процесів у носі та його придаткових пазухах, глотці. Сприяють захворюванню куріння, зловживання алкогольними напоями, перенапруження голосу. Хронічний ларингіт нерідко розвивається у педагогів як професійна хвороба.

### Ознаки
При хронічному ларингіті хворі скаржаться на хрипоту, швидку стомлюваність голосу, відчуття здавленості, лоскотання в горлі, що спричинює постійне покашлювання. При загостренні запального процесу всі ці явища посилюються.

### Лікування
Хворих з хронічним ларингітом обов'язково повинен обстежити ЛОР-лікар. Залежно від характеру запального процесу він призначає відповідне лікування: інгаляції, різні інші фізіотерапевтичні процедури, а при необхідності й медикаментозне, і навіть хірургічне лікування.
Для запобігання розвитку хронічного ларингіту перш за все необхідне своєчасне лікування гострого ларингіту, а також інших запальних процесів верхніх дихальних шляхів (захворювань носа, придаткових пазух тощо), які можуть ускладнитися запаленням гортані. Слід дотримуватися і раціонального голосового режиму.

### Профілактика
У профілактиці як гострого, так і хронічного ларингіту важливе значення має регулярне заняття фізичною культурою і спортом, одним словом, загартовування організму з якомога більш раннього віку.